# Klei Entertainment
Klei Entertainment Inc. ist ein kanadisches Entwicklungsstudio für Computerspiele mit Sitz in Vancouver. Das im Jahr 2005 gegründete Unternehmen ist vor allem auf kleinere und mittlere Produktionen spezialisiert, darunter die Titel Shank, Mark of the Ninja und Don’t Starve.

## Geschichte
Das Unternehmen wurde im Juli 2005 von Jamie Cheng gegründet, der zuvor als Programmierer bei dem zum Spielepublisher THQ gehörenden Entwicklungsstudio Relic Entertainment u. a. am Echtzeit-Strategiespiel Warhammer 40.000: Dawn of War gearbeitet hatte. Nach drei Jahren bei Relic, in denen Cheng vom Praktikanten zum Vollzeit-Mitarbeiter aufstieg, wurde die Mitarbeiterzahl von 40 auf 100 Mitarbeiter erhöht. Da Cheng in einem kleineren Umfeld arbeiten wollte, beschloss er letztlich, sein eigenes Unternehmen zu gründen. Mit einem Startkapital von 10.000 kanadischen Dollar, dass er durch den Verkauf seines Aktienpakets an THQ alleine erbrachte, gründete er zusammen mit seinen College- und Schulfreunden Marcus Lo, Alex Colbert und Steve Chen Klei Entertainment. Durch ein Darlehen der Telefilm Canada, einer staatlichen Einrichtung zur Förderung televisueller Medien, konnte das Team im März 2006 erstmals aus dem Keller eines Familienfreundes von Cheng in eigene Büroräumlichkeiten umziehen. Die erste Arbeit des Studios, das Puzzle-Jump-’n’-Run Eets, basierte auf einer Collegedemo Chengs. Nach langer erfolgloser Suche nach einem Publisher erwarb schließlich Frogster 2006 für rund 90.000 Euros die Veröffentlichungsrechte für Deutschland und Frankreich, konnte aber nur geringe Mengen absetzen. Eets kam im März 2006 zuerst exklusiv für Microsoft Windows auf den Markt, im April 2007 erschien eine erweiterte Fassung names Eats: Chowdown für Xbox 360 und im Dezember 2010 schließlich eine Portierung der ursprünglichen Fassung für Mac OS.
Im November 2006 wurde Alex Garden, Gründer von Relic Entertainment, vom südkoreanischen Spielehersteller Nexon zum Leiter der nordamerikanischen Niederlassung ernannt. Auf der Suche nach einem neuen Produkt kontaktierte Garden seinen ehemaligen Angestellten Cheng und beauftragte Klei schließlich mit der Entwicklung eines Massively Multiplayer Online Game für Gelegenheitsspieler namens Sugar Rush. Außerdem konnte Klei Räumlichkeiten innerhalb des Nexon-Bürokomplexes anmieten. Die Belegschaft wurde vergrößert und der Artist Jeff Agala, der Klei zuvor bereits nebenberuflich unterstützt hatte, stieß nun in Vollzeit zum Team. Nach zwei Jahren Entwicklungszeit und ausgiebigen Betatests, stand die Veröffentlichung von Sugar Rush unmittelbar bevor, als Nexon aufgrund der Finanzkrise 2008 unvermittelt alle Angestellten entließ und sämtliche Firmenaktivitäten in Vancouver einstellte. Dies brachte auch Klei Entertainment in unerwartete Schwierigkeiten. Da die Büros ursprünglich von Nexon angemietet worden waren, musste das Studio unter anderem neue Räumlichkeiten finden, sowie die Anschlussfinanzierung für ein neues Projekt sicherstellen. Unter anderem assistierte Klei Slick Entertainment bei der Xbox-360-Portierung des Flashspiels N, das 2008 über Xbox Live Arcade erschien. Klei versuchte jedoch auch mit einem frühen Prototyp des Spiels Shank, einem blutigen Side-Scrolling Beat ’em up im Comic-Stil, einen neuen Publisher zu finden, vorerst vergeblich. Um den Geschäftsbetrieb aufrechtzuerhalten, verpfändeten Cheng und Agala daher ihre Wohnungen. 2009 stellte der Entwickler das Spiel auf der Penny Arcade Expo vor. In Folge erhielt das Studio über das Programm EA Partners einen Publishing-Vertrag mit Electronic Arts. Die Fertigstellung von Shank erfolgt unter enormen Zeitdruck und unter Erbringung massiver Überstunden (sog. Crunch Mode), da der Vertrag Klei zu einer Veröffentlichung im dritten Quartal verpflichtete. Shank erschien im August 2010 für PlayStation 3 und Xbox 360, im Oktober schließlich auch für Microsoft Windows.
Die Erfahrungen aus der Entwicklung von Shank führten zu einer Umorientierung und Umstrukturierung der Arbeitsprozesse, mit dem Ziel, das Unternehmen auf familienfreundlichere Arbeitsbedingungen auszurichten. Um das Risiko eines Projektausfalls zu minimieren, wurde die Arbeit an mehreren Titeln gleichzeitig begonnen und flexiblere Entwicklungszeiträume ausgehandelt. Für EA arbeitete Klei an der Fortsetzung Shank 2, die 2012 erschien. Für Microsoft entwickelte Klei das ebenfalls 2012 veröffentlichte Mark of the Ninja, ein weiterer Side-Scroller im Comic-Stil, bei dem jedoch anders als bei Shank das heimlich Vorgehen und Schleichen im Vordergrund standen.
Im April 2013 veröffentlichte Klei die Überlebenssimulation Don’t Starve. Das Spiel entstand weitestgehend unter Einbezug der Öffentlichkeit. Klei stellte den Käufern dabei bereits sehr frühe Entwicklungsversionen des Spiels zur Verfügung und ließ das Feedback in den weiteren Entwicklungsverlauf einfließen, erst durch Veröffentlichung über den Google Chrome Webshop, dann im Rahmen des Programms Early-Access der Online-Vertriebsplattform Steam. Es stellte zudem für Firmengründer Cheng ein Experiment dar, ob ein ungewöhnliches Spiel mit einem überschaubaren Budget bei angemessenen Arbeitszeiten zu einem fairen Preis auf den Markt gebracht werden und erfolgreich sein könne. Noch im selben Jahr wurde der Titel allein auf dem PC über eine Million Mal verkauft. Es folgten Veröffentlichungen für PlayStation 4 und PlayStation Vita. In Don’t Starve verfolgte Klei den Ansatz, statt dem Spieler durch exakt definierte Zielvorgaben (sog. extrinsische Belohnungen) einen Verlauf vorzuzeichnen, ihn mit intrinsischen Belohnungen (z. B. Erfolg durch eigene Entdeckung) zum Weiterspielen zu animieren.
Am 2. Juli 2013 wurde die Entwicklung des rundenbasierten Spionagespiels Incognita angekündigt, das im Januar 2014 schließlich in Invisible, Inc. umbenannt wurde.
Am 22. Januar 2021 kündigte Klei Entertainment auf ihrer Firmen-Website an, dass sie einer Mehrheitsbeteiligung an ihrer Firma durch Tencent zugestimmt haben.

## Unternehmensphilosophie
Statt auf teure Blockbuster-Produktionen hat sich Klei Entertainment auf kleine Entwicklungen und Nischenprodukte spezialisiert. Firmengründer Cheng positionierte sich damit entgegen der weitverbreiteten Philosophie anderer Studios, dass erfolgreiche Spiele nur mit vielen Mannstunden, großen Budgets und umfangreichem Marketing erreicht werden könnten. Glückliche, gesunde, mit kreativen Freiheiten ausgestattete und finanziell abgesicherte Mitarbeiter seien wesentlich besser geeignet, um interessante und erfolgreiche Spiele zu erschaffen.
Das Studio bezeichnet es außerdem als Teil seiner Unternehmensphilosophie an, keine regelmäßigen Fortsetzungen seiner Erfolgstitel produzieren zu wollen. Stattdessen sollen neue Ideen verfolgt werden.

## Veröffentlichte Spiele
- 2006: Eets (Windows, Mac OS, Xbox 360)
- 2008: N+, nur Engine (Xbox 360, Nintendo DS, PlayStation Portable)
- 2010: Shank (Windows, Mac OS, Linux, PlayStation 3, Xbox 360)
- 2012: Shank 2 (Windows, Mac OS, Linux, PlayStation 3, Xbox 360)
- 2012: Mark of the Ninja (Windows, Mac OS, Linux, Xbox 360)
- 2012: Torchlight 2, nur Cutscenes (Windows)
- 2013: Don’t Starve (Windows, Mac OS, Linux, PlayStation 4, PlayStation Vita, Nintendo Switch)
- 2014: Eets Munchies (Windows, Mac OS, Linux, iOS)
- 2015: Invisible, Inc. (Windows, Mac OS, Linux), Don’t Starve (iOS)
- 2016: Invisible, Inc. (iOS)
- 2016: Don’t Starve Together (Windows, Mac OS, Linux, PlayStation 4, Xbox One)
- 2017: Oxygen Not Included (Windows, Mac OS, Linux)[14]
- 2019: Griftlands  (Nintendo Switch, PlayStation 4, Microsoft Windows, Xbox One, macOS, Linux, Mac OS)